# Конфалоньери, Карло
Карло Конфалоньери (итал. Carlo Confalonieri; 25 июля 1893, Севезо, Итальянское королевство — 1 августа 1986, Рим, Италия) — итальянский куриальный кардинал. Архиепископ Л’Акуилы с 27 марта 1941 по 22 февраля 1950. Титулярный архиепископ Никополи аль Несто с 22 февраля 1950 по 18 декабря 1958. Секретарь Священной Конгрегации семинарий и университетов с 25 января 1950 по 15 декабря 1958. Архипресвитер базилики Санта-Мария-Маджоре с 16 ноября 1959 по 25 февраля 1973. Секретарь и префект Священной Конгрегации по делам епископов с 14 марта 1961 по 25 февраля 1973. Председатель Папской Комиссии по Пастырскому попечению о мигрантах и странствующих с 30 апреля 1970 по 25 февраля 1973. Вице-декан Священной Коллегии Кардиналов с 7 января 1972 по 12 декабря 1977. Декан Священной Коллегии Кардиналов с 12 декабря 1977 по 1 августа 1986. Кардинал-священник с 18 декабря 1958, с титулом церкви Сант-Аньезе-фуори-ле-Мура с 18 декабря 1958 по 15 марта 1972. Кардинал-епископ Палестрина с 15 марта 1972. Кардинал-епископ Остии с 12 декабря 1977.